# 2001年の日本公開映画
- 映画 > 映画の一覧 > 年度別日本公開映画 > 2001年の日本公開映画
- 映画 > 2001年の映画 > 2001年の日本公開映画

2001年の日本公開映画（2001ねんのにほんこうかいえいが）では、2001年（平成13年）1月1日から同年12月31日までに日本で商業公開された映画の一覧を記載。作品名の右の丸括弧内は製作国を示す。
記載の凡例については年度別日本公開映画#凡例を参照

## 作品一覧

### 1月
- 6日
  - 冷たい一瞬を抱いて（ アメリカ合衆国）
- 13日
  - レッドプラネット（ アメリカ合衆国）
  - 追撃者（ アメリカ合衆国）
  - アート・オブ・ウォー（ アメリカ合衆国）
  - デモンズ2001（ ニュージーランド）
  - シベリア超特急2（ 日本）
  - 頭文字[イニシャル]D Third Stage（ 日本）
  - BRUCE LEE in G.O.D. 死亡的遊戯（ 日本）
- 20日
  - ファイナル・デスティネーション（ アメリカ合衆国）
  - ゲット・ア・チャンス（ アメリカ合衆国）
  - ハムレット（ アメリカ合衆国）
  - ギャラクシー・クエスト（ アメリカ合衆国）
  - 僕たちのアナ・バナナ（ アメリカ合衆国）
  - ぼくの国、パパの国（ イギリス）
  - 柳と風（ イラン・ 日本）
  - EUREKA（ 日本）
  - アヴァロン（ 日本）
  - 張り込み（ 日本）
- 27日
  - ハート・オブ・ウーマン （ アメリカ合衆国）
  - ファットマン（ アメリカ合衆国）
  - リトル・ダンサー （ イギリス）
  - クリムゾン・リバー（ フランス）
  - いつか来た道（ イタリア）
  - 惨劇の週末（ スペイン）
  - ザ・カップ、夢のアンテナ（ ブータン・ オーストラリア）
  - 星願 あなたにもういちど（ 香港）
  - BROTHER（ 日本）
  - 狗神（ 日本）
  - 弟切草（ 日本）
  - 風花（ 日本）
  - サディスティック&マゾヒスティック（ 日本）

### 2月
- 3日
  - ペイ・フォワード 可能の王国（ アメリカ合衆国）
  - ファストフード・ファストウーマン（ アメリカ合衆国）
  - スーパーノヴァ（ アメリカ合衆国）
  - ザ・ウォッチャー（ アメリカ合衆国）
  - 楽園をください（ アメリカ合衆国）
  - 写真家の女たち（ アメリカ合衆国）
  - しあわせ（ フランス）
  - はなればなれに（ フランス）
  - デッド・アウェイバンコク大捜査線（ タイ）
  - 溺れる魚（ 日本）
- 10日
  - オータム イン ニューヨーク（ アメリカ合衆国）
  - パトリオット（ アメリカ合衆国）
  - アンブレイカブル（ アメリカ合衆国）
  - マイ スウィート ガイズ（ アメリカ合衆国）
  - ふたりの男とひとりの女（ アメリカ合衆国）
  - 二人の短い物語 ニューヨークの片隅で（ アメリカ合衆国）
  - ホテル・スプレンディッド（ イギリス）
  - ゼイ・イート・ドッグス（ デンマーク）
  - 24時間4万回の奇跡（ ベルギー・ フランス・ スイス）
  - ある歌い女の思い出（ チュニジア・ フランス）
  - ビョークの『ネズの木』〜グリム童話より（ アイスランド）
  - わすれな草（ 香港）
  - 回路（ 日本）
- 17日
  - ビッグママ・ハウス（ アメリカ合衆国）
  - 処刑人（ アメリカ合衆国）
  - 背信の行方（ アメリカ合衆国）
  - デルフィーヌの場合（ フランス）
  - ツバル（ ドイツ）
  - フリークスも人間も（ ロシア）
  - レジェンド・オブ・ヒーロー 中華英雄（ 香港）
  - ギプス（ 日本）
- 23日
  - トゥイーティーのフライング・アドベンチャー 80日間世界一周大冒険（ アメリカ合衆国）
- 24日
  - キャスト・アウェイ（ アメリカ合衆国）
  - あなたのために（ アメリカ合衆国）
  - フォーリン・フィールズ（ デンマーク）
  - 異邦人たち（ 香港・ 日本）

### 3月
- 3日
  - ハイ・フィデリティ（ アメリカ合衆国）
  - バガー・ヴァンスの伝説（ アメリカ合衆国）
  - 偶然の恋人（ アメリカ合衆国）
  - 見出された時 〜「失われた時を求めて」より （ フランス・ ポルトガル・ イタリア）
  - 詩人の恋（ 香港）
  - スイート・ムーンライト（ 香港）
  - ユリョン（ 韓国）
  - man-hole（ 日本）[1]
  - 東映アニメフェア（ 日本/アニメ）
    - ONE PIECE ねじまき島の冒険
    - デジモンアドベンチャー02 ディアボロモンの逆襲
- 10日
  - 102（ アメリカ合衆国）
  - 小説家を見つけたら（ アメリカ合衆国）
  - スナッチ（ イギリス・ アメリカ合衆国）
  - キング・イズ・アライブ（ デンマーク・ スウェーデン・ アメリカ合衆国）
  - 小さな目撃者（ オランダ）
  - 東京攻略（ 香港）
  - 不確かなメロディー（ 日本）
  - ドラえもん のび太と翼の勇者たち（ 日本/アニメ）
  - ドラミ&ドラえもんズ 宇宙ランド危機イッパツ!（ 日本/アニメ）
  - がんばれ!ジャイアン!!（ 日本/アニメ）
- 16日
  - チャイニーズ・ディナー（ 日本）
- 17日
  - プルーフ・オブ・ライフ （ アメリカ合衆国）
  - ギター弾きの恋（ アメリカ合衆国）
  - あの頃ペニー・レインと（ アメリカ合衆国）
  - 星降る夜のリストランテ（ イタリア・ フランス）
  - ローサのぬくもり（ スペイン）
  - ブラックボード -背負う人-（ イラン）
  - パダヤッパ（ インド）
  - サトラレ（ 日本）
  - アカシアの道（ 日本）
  - ビジターQ（ 日本）
- 23日
  - イディオッツ ( デンマーク)
- 24日
  - ザ・セル（ アメリカ合衆国）
  - ブレアウィッチ2（ アメリカ合衆国）
  - もういちど（ アメリカ合衆国）
  - SEX アナベル・チョンのこと（ アメリカ合衆国・ カナダ）
  - ザ・クリミナル（ イギリス）
  - ウィンタースリーパー（ ドイツ）
  - 日本の黒い夏─冤罪 （ 日本）
  - 火垂（ 日本）
  - 死びとの恋わずらい（ 日本）
  - 富江 re-birth（ 日本）
- 31日
  - ミート・ザ・ペアレンツ（ アメリカ合衆国）
  - ドッグ・ショウ!（ アメリカ合衆国）
  - ビートニク（ アメリカ合衆国）
  - オクトパス（ アメリカ合衆国）
  - ボクと空と麦畑（ イギリス）
  - ぼくの小さな恋人たち（ フランス）
  - どつかれてアンダルシア (仮)（ スペイン）
  - モレク神（ ドイツ・ ロシア・ 日本・ イタリア・ フランス）
  - 花様年華（ 香港）
  - 連弾（ 日本）
  - ダブル・デセプション〜共犯者（ 日本）
  - FAMILY（ 日本）

### 4月
- 4日
  - ロードレージ（ アメリカ合衆国）
- 7日
  - いのちの海（ 日本）
  - グリーン・フィンガーズ（ イギリス）
  - ゴッド・アーミー 聖戦（ アメリカ合衆国）
  - タップ・ドッグス（ オーストラリア）
  - バトル・ロワイアル 特別篇（ 日本）
  - ハンニバル（ アメリカ合衆国）
  - MONA 彼女が殺された理由（ アメリカ合衆国）
  - 山の郵便配達（ 中国）
- 11日
  - ジルリップス（ アメリカ合衆国）
- 12日
  - バディ・ボーイ（ アメリカ合衆国）
- 14日
  - アタック・ナンバーハーフ（ タイ）
  - Candy Lover Girl（ アメリカ合衆国）
  - スターリングラード（ アメリカ合衆国・ ドイツ・ イギリス・ アイルランド）
  - チキンラン （ アメリカ合衆国/アニメ）
  - テヘラン悪ガキ日記（ イラン）
  - ドルチェ 優しく（ ロシア・ 日本）
  - ハローヘミングウェイ（ キューバ）
  - ベーゼ・モア（ フランス）
- 17日
  - バンパイアハンターD（ 日本/アニメ）
- 21日
  - 青〜chong〜（ 日本）
  - 怪鳥 フライング・デビル（ 中国）
  - クリスマス・イヴ（ 日本）
  - クレヨンしんちゃん 嵐を呼ぶ モーレツ!オトナ帝国の逆襲（ 日本/アニメ）
  - ザ・メキシカン（ アメリカ合衆国）
  - シック・アズ・シーヴス（ アメリカ合衆国）
  - 大混乱 ホンコンの夜（ 香港）
  - ダブルス（ 日本）
  - 隣のヒットマン（ アメリカ合衆国）
  - 名探偵コナン 天国へのカウントダウン（ 日本/アニメ）
  - ラッキー・ナンバー（ アメリカ合衆国・ フランス）
- 22日
  - 蛇女（ 日本）
- 24日
  - マネー・ゲーム（ アメリカ合衆国）
- 28日
  - アタック・ザ・ガス・ステーション!（ 韓国）
  - LIES/嘘（ 韓国）
  - 踊るのよ、フランチェスカ!（ アメリカ合衆国）
  - 坂の上のマリア（ 日本）
  - シーズンチケット（ イギリス）
  - ショコラ（ アメリカ合衆国）
  - シリアル・ラヴァー（ フランス）
  - セシル・B/ザ・シネマ・ウォーズ（ アメリカ合衆国）
  - タイタンズを忘れない（ アメリカ合衆国）
  - ツィゴイネルワイゼン（ 日本）
  - 天使のくれた時間（ アメリカ合衆国）
  - DOWNTOWN 81（ アメリカ合衆国）
  - トラフィック（ アメリカ合衆国）
  - 走れ!イチロー（ 日本）
  - ふたりの人魚（ 中国）
  - フロム・ダスク・ティル・ドーン2（ アメリカ合衆国）
  - フロム・ダスク・ティル・ドーン3（ アメリカ合衆国）
  - ベレジーナ（ スイス・ ドイツ・ オーストリア）
  - ミリオンダラー・ホテル（ イギリス・ アメリカ合衆国・ ドイツ）
  - ハロルド・スミスに何が起こったか?（ イギリス）
  - LOVE SONG（ 日本）

### 5月
- 3日
  - アメリカン・サイコ（ アメリカ合衆国）
- 12日
  - ベティ・サイズモア（ アメリカ合衆国）
  - ガールファイト（ アメリカ合衆国）
  - センターステージ（ アメリカ合衆国）
  - ジュエルに気をつけろ!（ アメリカ合衆国）
  - ザ・スカルズ/髑髏の誓い（ アメリカ合衆国）
  - ザ・コンヴェント（英語版）（ アメリカ合衆国）
  - ハリー、見知らぬ友人（ フランス）
  - ユマニテ（ フランス）
  - ジーザスの日々（ フランス）
  - ザ・デリバリー（ オランダ）
  - 陽炎座（ 日本）
  - 東京マリーゴールド（ 日本）
  - ムルデカ17805（ 日本）
- 19日
  - 15ミニッツ（ アメリカ合衆国）
  - クイルズ （ アメリカ合衆国）
  - 彼女を見ればわかること（ アメリカ合衆国）
  - ガンシャイ（ アメリカ合衆国）
  - 幼なじみ（ フランス）
  - ファイターズ・ブルース（ 香港）
  - 降霊 KOUREI（ 日本）
  - 青の瞬間（ 日本）
  - あしたはきっと…（ 日本）
- 26日
  - リトル★ニッキー（ アメリカ合衆国）
  - ザ・ダイバー（ アメリカ合衆国）
  - 夢の旅路（ アメリカ合衆国）
  - ベンゴ（ スペイン・ フランス）
  - JSA（ 韓国）
  - ナンナーク（ タイ）
  - 天上の恋歌（ 香港）
  - メトロポリス（ 日本/アニメ）
  - DISTANCE（ 日本）
  - アンチェイン（ 日本）
  - ホタル（ 日本）
  - リムジンドライブ（ 日本）
  - 夜の哀しみ（ 日本）

### 6月
- 2日
  - episode 2002 Stereo Future（ 日本）
  - シックス・パック（ フランス）
  - ドリフト（ 香港）
  - ハロー、アゲイン（ イギリス）
  - 非・バランス（ 日本）
  - ロスト・ソウルズ（ アメリカ合衆国）
- 9日
  - クレーヴの奥方（ ポルトガル/ フランス/ スペイン）
  - デンジャラス・ビューティー（ アメリカ合衆国）
  - ハムナプトラ2/黄金のピラミッド（ アメリカ合衆国）
  - ぼくが天使になった日（ アメリカ合衆国）
  - 誘拐犯（ アメリカ合衆国）
  - スパイダーズ2（ アメリカ合衆国）
  - レジョネア 戦場の狼たち（ アメリカ合衆国）
  - マレーナ（ イタリア・ アメリカ合衆国）
  - みんなのいえ （ 日本）
  - so faraway（ 日本）
- 16日
  - ギフト（ アメリカ合衆国）
  - ウェディング・プランナー（ アメリカ合衆国）
  - エル・ドラド 黄金の都（ アメリカ合衆国/アニメ）
  - 恋はハッケヨイ!（ イギリス）
  - ディボーシング・ジャック（ イギリス）
  - g:mt グリニッジ・ミーン・タイム（ イギリス）
  - 案山子 KAKASHI（ 日本）
  - 天国から来た男たち（ 日本）
  - 私の骨（ 日本）
- 23日
  - バロウズの妻（ アメリカ合衆国）
  - 沈黙のテロリスト（ アメリカ合衆国）
  - ザ・コンテンダー（ アメリカ合衆国）
  - ポエトリー、セックス（ オーストラリア）
  - ダンス・オブ・ダスト（ イラン）
  - 真心（ 日本）
  - 完全なる飼育 愛の40日（ 日本）
  - RUSH!（ 日本）
  - いきすだま〜生霊〜（ 日本）
  - ココニイルコト（ 日本）
- 30日
  - A.I.（ アメリカ合衆国）
  - テイラー・オブ・パナマ（ アメリカ合衆国）
  - クロコダイル・ダンディー in L.A.（ アメリカ合衆国）
  - すべての美しい馬 （ アメリカ合衆国）
  - ニューイヤーズ・ディ 約束の日 （ イギリス）
  - ジャニスのOL日記 （ イギリス）
  - ガリバント（ イギリス）
  - ロマンスX（ フランス）
  - 点子ちゃんとアントン（ ドイツ）
  - パズル（ スペイン）
  - スプリング・イン・ホームタウン（ 韓国）

### 7月
- 7日
  - 姉のいた夏、いない夏（ アメリカ合衆国）
  - クレイジー・ナッツ 早く起きてよ（ アメリカ合衆国）
  - 劇場版ポケットモンスター セレビィ 時を超えた遭遇（ 日本/アニメ）
  - こころの湯（ 中国）
  - ラッチョ・ドローム （ フランス）
  - レクイエム・フォー・ドリーム（ アメリカ合衆国）
- 14日
  - 夏至（ ベトナム・ フランス）
  - それいけ!アンパンマン ゴミラの星（ 日本/アニメ）
    - それいけ!アンパンマン 怪傑ナガネギマンとやきそばパンマン（ 日本/アニメ）

  - ダンジョン&ドラゴン（ アメリカ合衆国）
  - 東映アニメフェア（ 日本/アニメ）
    - キン肉マンII世
    - デジモンテイマーズ 冒険者たちの戦い
    - も〜っと! おジャ魔女どれみ カエル石のひみつ

  - 19（ 日本）
  - パール・ハーバー（ アメリカ合衆国）
  - 白夜の時を越えて（ フィンランド）
  - マンボ!マンボ!マンボ!（ イギリス）
  - ラマになった王様（ アメリカ合衆国/アニメ）
- 20日
  - ウルトラマンコスモス THE FIRST CONTACT（ 日本）
  - 王は踊る（ フランス）
  - サイコ・ビーチ・パーティ （ アメリカ合衆国）
  - 修羅のみち（ 日本）
  - 千と千尋の神隠し（ 日本/アニメ）
  - デュカネ 小さな潜水夫（ デンマーク）
- 21日
  - アリーテ姫（ 日本/アニメ）
  - けものがれ、俺らの猿と（ 日本）
  - チェブラーシカ（ ロシア）
  - ドクター・ドリトル2（ アメリカ合衆国）
  - 焼け石に水（ フランス）
- 28日
  - ヴィクトール 小さな恋人（ フランス）
  - 渦（ カナダ）
  - OVER SUMMER（ 香港）
  - CLUBファンダンゴ（ ドイツ）
  - 恋戦。 OKINAWA Rendez-vous（ 香港）
  - 極道の妻たち 地獄の道づれ（ 日本）
  - ゴシップ（ スウェーデン）
  - ゴースト・ワールド（ アメリカ合衆国）
  - バッド・スパイラル 運命の罠（ アメリカ合衆国）
  - PLANET OF THE APES/猿の惑星（ アメリカ合衆国）
- 30日
  - 万華鏡 -Kaleidoscope-（ 日本）

### 8月
- 4日
  - ジュラシック・パークIII（ アメリカ合衆国）
  - チアーズ!（ アメリカ合衆国）
  - ザ・トレンチ 塹壕（ イギリス）
  - 蝶の舌（ スペイン）
  - ジターノ（ スペイン・ ドイツ）
  - ロシアン・ブラザー（ ロシア）
  - 宇宙飛行（ ソビエト連邦）[2]
  - キシュ島の物語（ イラン）
  - 真夜中まで（ 日本）
  - ボディドロップアスファルト（ 日本）
- 5日
  - 三人兄弟（ カザフスタン・ 日本）
  - アクスアット（ カザフスタン・ 日本）
- 11日
  - シャドウ・オブ・ヴァンパイア（ アメリカ合衆国）
  - セイブ・ザ・ラストダンス（ アメリカ合衆国）
  - ビヨンド・ザ・マット（ アメリカ合衆国）
  - DENGEKI 電撃（ アメリカ合衆国）
  - テルミン（ イギリス・ アメリカ合衆国）
  - バーシャ! 踊る夕陽のビッグボス（ インド）
  - 反則王（ 韓国）
  - RED SHADOW 赤影（ 日本）
  - 路地へ 中上健次の残したフィルム（ 日本）
- 18日
  - ドリヴン（ アメリカ合衆国）
  - LOUISE (TAKE2) （ フランス）
  - いちばん美しい夏（ 日本）
  - いのちの地球 ダイオキシンの夏（ 日本）
  - 釣りバカ日誌12 史上最大の有給休暇（ 日本）
  - STACY ステーシー（ 日本）
  - 幻想魔伝 最遊記Requiem 選ばれざる者への鎮魂歌（ 日本/アニメ）
- 20日
  - エレベーター（ トルコ）
- 25日
  - キス・オブ・ザ・ドラゴン（ アメリカ合衆国・ フランス）
  - 魚と寝る女（ 韓国）
  - 贅沢な骨（ 日本）
- 26日
  - 宇宙飛行（ ロシア）
  - RESET リセット（ 日本）

### 9月
- 1日
  - 愛のエチュード（ イギリス・ フランス）
  - ヴァージン・ハンド（ アメリカ合衆国）
  - カウボーイビバップ 天国の扉（ 日本/アニメ）
  - ザ・ミッション 非情の掟（ 香港）
  - 大河の一滴（ 日本）
  - パンダ・アドベンチャー（ アメリカ合衆国）
  - ロンドン・ドッグス（ イギリス）
- 2日
  - イエスボス（ インド）
- 7日
  - NO NUKES（ アメリカ合衆国）
- 8日
  - イルマーレ（ 韓国）
  - VERSUS ヴァーサス（ 日本）
  - 今日から始まる（ フランス）
  - 実録・北海道やくざ戦争逆縁（ 日本）
  - 魔王（ ドイツ・ フランス・ イギリス）
- 15日
  - ウォーターボーイズ（ 日本）
  - オーライ（ 日本）
  - シビラの悪戯（ ジョージア・ ドイツ）
  - チャック&バック（ アメリカ合衆国）
  - ファイナルファンタジー（ アメリカ合衆国・ 日本/アニメ） - ギネスブックにも載った史上最大の赤字を出した。
  - ブロウ（ アメリカ合衆国）
  - ビバ!ビバ!キューバ（ キューバ・ スペイン）
  - ルムンバの叫び（ フランス・ ベルギー）
  - 忘れられぬ人々（ 日本）
- 22日
  - エド・ゲイン（ アメリカ合衆国）
  - 仮面ライダーアギト PROJECT G4（ 日本）
  - クィーン・コング（ イタリア・ イギリス・ フランス・ ドイツ）
  - コレリ大尉のマンドリン（ アメリカ合衆国）
  - スコア（ アメリカ合衆国）
  - 百獣戦隊ガオレンジャー 火の山、吼える!（ 日本）
  - ブリジット・ジョーンズの日記（ アメリカ合衆国・ イギリス）
  - YAMAKASI ヤマカシ（ フランス）
  - 夜になるまえに（ アメリカ合衆国）
  - ラッシュアワー2（ アメリカ合衆国）
- 29日
  - アメリカン・ナイトメア（ アメリカ合衆国・ イギリス）
  - 殺人ドットコム（ アメリカ合衆国）
  - 少女〜an adolescent（ 日本）
  - 空の穴（ 日本）
  - デュエット （ アメリカ合衆国）
  - （ニアイコール）森山大道（ 日本）
  - ハード・トゥ・ダイ（ アメリカ合衆国）

### 10月
- 5日
  - Interview インタビュー（ 韓国）
- 6日
  - トゥームレイダー（ アメリカ合衆国）
  - ROCK YOU!（ アメリカ合衆国）
  - タイガーランド（ アメリカ合衆国）
  - ドラキュリア（ アメリカ合衆国）
  - 恋は負けない（ アメリカ合衆国）
  - ロック・スター（ アメリカ合衆国）
  - ナイト・オブ・ザ・リビング・デッド 最終版（ アメリカ合衆国）
  - 同級生（ イギリス）
  - リリイ・シュシュのすべて（ 日本）
  - 陰陽師（ 日本）
  - ダンボール・ハウスガール（ 日本）
  - Last Dance -離婚式-（ 日本）
  - Quartet カルテット（ 日本）
  - Go!（ 日本）
  - Star Light（ 日本）
- 13日
  - 恋する遺伝子（ アメリカ合衆国）
  - グレイズ・アナトミー（ イギリス・ アメリカ合衆国）
  - エスター・カーン めざめの時（ イギリス・ フランス）
  - はじまりは♪オペラ（ ノルウェー）
  - サイアム・サンセット（ オーストラリア）
  - ターン（ 日本）
  - ショコキ!（ 日本）
- 20日
  - トレーニング デイ（ アメリカ合衆国）
  - オー・ブラザー!（ アメリカ合衆国）
  - おいしい生活（ アメリカ合衆国）
  - ワイルド・スピード（ アメリカ合衆国）
  - グリッター きらめきの向こうに（ アメリカ合衆国）
  - URAMI～怨み～（ アメリカ合衆国）
  - スキゾポリス（ アメリカ合衆国）
  - キャッツ&ドッグス（ アメリカ合衆国）
  - ファニーゲーム（ オーストラリア）
  - トルンピ アントン・ブリューヒンの口琴新世界（ スイス）
  - リメンバー・ミー（ 韓国）
  - プラトニック・セックス（ 日本）
  - GO（ 日本）
  - どんてん生活（ 日本）
  - 実録・夜桜銀次（ 日本）
- 27日
  - スウィート・ノベンバー（ アメリカ合衆国）
  - マイアミ・ガイズ -俺たちはギャングだ-（ アメリカ合衆国）
  - クローン（ アメリカ合衆国）
  - チルファクター（ アメリカ合衆国）
  - 特攻!BAD BOYS（ 香港）
  - みすゞ（ 日本）
  - アイ・ラヴ・フレンズ（ 日本）
  - ピストルオペラ（ 日本）
  - PAIN ペイン（ 日本）

### 11月
- 2日
  - ホーム・スウィート・ホーボーケン（ アメリカ合衆国）
- 3日
  - 赤い橋の下のぬるい水（ 日本）
  - 赤ずきんの森（ フランス）
  - エボリューション（ アメリカ合衆国）
  - オテサーネク 妄想の子供（ チェコ・ イギリス）
  - 少年義勇兵（ タイ）
  - ソードフィッシュ（ アメリカ合衆国）
  - ノーラ・ジョイス 或る小説家の妻（ イギリス・ アイルランド・ イタリア・ ドイツ）
  - バレット・オブ・ラブ（ 香港）
  - フェリックスとローラ（ フランス）
  - メメント（ アメリカ合衆国）
- 6日
  - 神の子たち（ 日本）
- 10日
  - イースト/ウェストかなる祖国（ フランス・ ブルガリア・ ロシア・ スペイン）
  - かあちゃん（ 日本）
  - 怪獣大決戦 ヤンガリー（ 韓国）
  - 獅子の血脈（ 日本）
  - スポット（ アメリカ合衆国）
  - 血の記憶（ イタリア）
  - 田園のユーウツ（ 日本）
  - Needing You（ 香港）
  - ヤング・ブラッド（ アメリカ合衆国）
  - 冷静と情熱のあいだ（ 日本）
- 11日
  - シャフト（ アメリカ合衆国）
- 17日
  - アメリ（ フランス）
  - 伊能忠敬 子午線の夢（ 日本）
  - ゲット・イット・オン?（ 日本）
  - サベイランス/監視（ アメリカ合衆国）
  - ジェネックスコップ2（ 香港）
  - 世界の終わりという名の雑貨店（ 日本）
  - PRIMS（ 日本）
  - ヘヴィメタル FAKK2（ アメリカ合衆国）
  - ムーラン・ルージュ（ アメリカ合衆国・ オーストラリア）
  - 山の郵便配達（ 中国）
  - リベラ・メ（ 韓国）
- 18日
  - 少年と砂漠のカフェ（ イラン）
- 23日
  - アニバーサリーの夜に （ アメリカ合衆国）
  - 裏切り者（ アメリカ合衆国）
  - ペイネ・愛の世界旅行（ フランス・ イタリア）
  - ポワゾン（ アメリカ合衆国）
  - ロードキラー（ アメリカ合衆国）
- 24日
  - 時の香り リメンバー・ミー（ 日本）
  - 本当に若い娘（ フランス）
  - モード・イン・フランス（ フランス）

### 12月
- 1日
  - ハリー・ポッターと賢者の石（ アメリカ合衆国）
  - ルール2（ アメリカ合衆国）
  - ブレス・ザ・チャイルド（ アメリカ合衆国）
  - クライム&パニッシュメント （ アメリカ合衆国）
  - UFO少年アブドラジャン（ ウズベキスタン）
  - アクシデンタル・スパイ（ 香港）
  - プラットホーム（ 中国）
- 7日
  - モンキーボーン（ アメリカ合衆国）
- 8日
  - アトランティス 失われた帝国（ アメリカ合衆国/アニメ）
  - フォロウィング（ イギリス）
  - 光の雨（ 日本）
  - リーベンクイズ/日本鬼子 日中15年戦争・元皇軍兵士の告白（ 日本）
  - 東京ハレンチ天国 さよならのブルース（ 日本）
- 14日
  - 盲獣VS一寸法師（ 日本）
- 15日
  - シュレック（ アメリカ合衆国/アニメ）
  - スパイ・ゲーム（ アメリカ合衆国）
  - スパイキッズ（ アメリカ合衆国）
  - シャンプー台のむこうに（ イギリス）
  - 耳に残るは君の歌声（ イギリス・ フランス）
  - ホセ・リサール（ フィリピン）
  - 少女たちの遺言（ 韓国）
  - 千年の恋 ひかる源氏物語（ 日本）
  - ゴジラ・モスラ・キングギドラ 大怪獣総攻撃（ 日本）
  - 映画 犬夜叉 時代を越える想い（ 日本/アニメ）
  - 劇場版 とっとこハム太郎 ハムハムランド大冒険（ 日本/アニメ）
  - 修羅雪姫（ 日本）
- 22日
  - バニラ・スカイ（ アメリカ合衆国）
  - O（ アメリカ合衆国）
  - ムッシュ・カステラの恋（ フランス）
  - 約束ラ・プロミッセ（ フランス）
  - 青い夢の女（ フランス・ ドイツ）
  - キプールの記憶（ イスラエル・ フランス・ イタリア）
  - トゥルー・ストーリー（ イラン）
  - 殺し屋1 （ 日本・ 香港・ 韓国）
  - こどもの時間（ 日本）
  - 血を吸う宇宙（ 日本）
  - 悲しくなるほど不実な夜空に（ 日本）
  - 冬の角川アニメ（ 日本/アニメ）
    - サクラ大戦 活動写真
    - スレイヤーズぷれみあむ
    - あずまんが大王
    - Di Gi Charat 星の旅
- 26日
  - スプリング-春へ（ イラン）
  - トゥルー・ストーリー（ イラン）
- 29日
  - Dr.Tと女たち（ アメリカ合衆国）
  - バンディッツ（ アメリカ合衆国）
- 30日
  - CROSS（ 日本）